# Parafia św. Anny w Bedlnie
Parafia pw. św. Anny w Bedlnie – rzymskokatolicka parafia w Bedlnie, należąca do dekanatu żarnowskiego w diecezji radomskiej.

## Historia
W dokumentach kościół wzmiankowany jest dopiero w 1394 i zapewne przed tym rokiem erygowano parafię, która została uposażona wtedy przez starostę opoczyńskiego Piotra. Kościół spłonął w końcu XV w. Kolejny kościół został w XVI w. ograbiony i znacznie zniszczony przez Szwedów. W 1753 dobudowano od strony południowej murowaną kaplicę. W początkach XIX w. kościół drewniany był znacznie zniszczony, a w roku 1878 spłonął. Obecny kościół zbudowany został staraniem ks. Rocha Szamika w końcu XIX w. na miejscu poprzedniego, drewnianego. Konsekracji kościoła dokonał w 1895 bp Antoni Ksawery Sotkiewicz. Kościół jest murowany z kamienia, trójnawowy, z pierwotnej świątyni zachowano późnogotycki portal ostrołukowy, profilowany, z majuskułową inskrypcją dewocyjną.

## Zasięg parafii
Do parafii należą wierni z miejscowości: Bedlenko, Bedlno, Gabrielnia, Grabków, Koliszowy, Kopaniny, Malków, Małachów, Przybyszowy, Radomek, Sworzyce, Trzemoszna, Soczówki, Szymanów, Wierzchowisko.

## Proboszczowie
- 1942–1949: ks. Jan Kolak
- 1949–1959: ks. Piotr Szymański
- 1959–1965: ks. Kazimierz Kasprzyk
- 1965–1979: ks. kan. Jan Mazurkiewicz
- 1979–1985: ks. Florian Rafałowski
- 1985–1996: ks. kan. Jan Mazurkiewicz
- 1996–1999: ks. Ryszard Staciwa
- 1999–2002: ks. kan. Stanisław Zarzycki
- 2002–2004: ks. Jerzy Krogulec
- 2004–2013: ks. Tadeusz Smardzewski
- 2013–2015: ks. Marek Maciążek
- 2015–2018: ks. Maciej Kornata
- 2018–2019: ks. Paweł Bukała
- 2019–nadal: ks. Sławomir Matyga